# Hugo Raes
Pour les articles homonymes, voir Raes.
Hugo Raes, né le 26 mai 1929 à Anvers et mort le 23 septembre 2013 dans la même ville, est un écrivain et poète belge d'expression néerlandaise.

## Traductions françaises
- Le Ciel et la Chair, [« Hemel en dier »], traduit par Liliane Wouters, Bruxelles, Éditions Complexe, coll. « Le plat pays », 1975, 142 p.
- Les Voyageurs de l'Anti-temps, [« Reizigers in de anti-tijd »], traduit par Jeanne Buytaert, Verviers, Éditions Marabout, coll. « Marabout Science-Fiction », 1976, 288 p.